# جوليا فاي
جوليا فاي (بالإنجليزية: Julia Faye)‏ هي ممثلة أمريكية، ولدت في 24 سبتمبر 1892 بريتشموند في الولايات المتحدة، وتوفيت في 6 أبريل 1966 بهوليوود في الولايات المتحدة بسبب سرطان.

## أعمال

### أفلام
- (1923) الوصايا العشر
- (1942) حانة السعادة
- (1950) سانسيت بوليفارد
- (1950) شمشون ودليلة
- (1952) أعظم العروض على وجه الأرض
- (1956) الوصايا العشر[4][5][6]

## وصلات خارجية
- جوليا فاي على موقع IMDb (الإنجليزية)
- جوليا فاي على موقع ألو سيني (الفرنسية)
- جوليا فاي على موقع أول موفي (الإنجليزية)
- جوليا فاي على موقع قاعدة بيانات الأفلام السويدية (السويدية)
- جوليا فاي على موقع إن إن دي بي (الإنجليزية)
- جوليا فاي على موقع قاعدة بيانات الفيلم (الإنجليزية)
- جوليا فاي على موقع كينوبويسك (الروسية)